# ناجي القطري
ناجي سلمان القطري (20 فبراير 1983) لاعب كرة قدم بحريني يلعب حاليا لصالح نادي الدرجة الأولى سترة البحريني في مركز المهاجم من 2001.